# ستيفن شريدر
ستيفن شريدر (بالإنجليزية: Steven Schrader)‏ هو كاتب خيال علمي أمريكي، ولد في 16 نوفمبر 1935 في نيويورك في الولايات المتحدة.